# Лам Куанг Нят
Лам Куанг Нят (в'єт. Lâm Quang Nhật, 29 серпня 1997) — в'єтнамський плавець. Переможець Ігор Південносхідної Азії 2013 на дистанції 1500 вільним стилем. Учасник Чемпіонату світу з водних видів спорту 2015, де в попередніх запливах на дистанції 1500 метрів вільним стилем посів 41-ше місце і не потрапив до півфіналу.